# Hans Nilsson (dansare)
Hans Erling Nilsson, född 15 juni 1963 i La Jolla, Kalifornien, USA, är en svensk balettdansare, hovdansare och fotograf.
Hans Nilsson föddes i Kalifornien som son till svenska föräldrar, utlandsbaserade professor Ulf Nilsson, och med intresse för balett utbildades han i detta i Philadelphia, USA och vid Kungliga Balettskolan i Stockholm. Han verkade från 1982 som dansare i Kungliga Baletten, från 1987 som solist och från 1990 som premiärdansör. År 1995 utnämndes han till hovdansare. Samma år begav han sig utomlands och gästdansade för Skotska baletten och därefter Les Grands Ballets Canadiens i Kanada 1995–96. Nilsson har dansat i princip alla de stora rollerna i den klassiska balettrepertoaren, däribland många framstående prinsroller. Han har även framträtt i moderna verk av till exempel Per Jonsson och med kompanier som Stockholm 59° North samt dessutom 1700-talsbalett på Drottningholmsteatern. Han fortsatte dansa vid Kungliga Baletten till 2006.
Sedan tjänstepensioneringen från baletten 2006 har Nilsson verkat som fotograf vid Kungliga Operan.

## Utmärkelser och stipendier
År 1982 mottog Nilsson Drottningholmsteaterns Vänners Balettstipendium, 1987 Mariane Orlandos stipendium, 2002 Carina Ari-medaljen och 2006 Christer Holgersson-stipendiet.